# サラサウミウシ
サラサウミウシ（Goniobranchus tinctorius）はイロウミウシ科に属するウミウシの1種。普通種。背面が細かな赤の網目模様で覆われている。ヒャクメウミウシ、チリメンウミウシの別名がある。

## 特徴
体長は4-5cm。全身の地色は白から黄白色で、背面の全体に紫赤色の美しい網目模様があるのが特徴である。また外套膜周辺部の内側に沿って紫赤色の斑紋が並び、その外側の辺縁と足の辺縁は狭い黄色の帯がある。ただし色彩には多少の変異があり、特に背面の網目模様の中に同心円からなる赤い目玉模様が点在するものもある。触角と外鰓は紫赤色。腹面は無色で斑紋はない。

## 分布
インド洋から西太平洋に広く分布し、日本では東西海岸共に普通に産する。

## 生態
本種は交接時に、陰茎に生えた逆棘を用いて、相手の体内に蓄えられた他の個体の精子を掻き出すことが知られている。交接後には陰茎を自切するが、自切した陰茎は24時間程度で再生する。これは、陰茎が極めて細長く、逆棘が生えるため再び収納することが困難であるためだと考えられる。このような行動は、他の分類群では見られない非常に特異なものである。